# Styria (Austria)
Styria (niem. Steiermark, słoweń. Štajerska, wł. Stiria) – kraj związkowy w południowej Austrii. Graniczy ze Słowenią, krajami związkowymi: Burgenland, Dolna Austria, Górna Austria, Salzburg i Karyntia. Stolicą kraju związkowego jest miasto statutarne Graz. Powierzchnia Styrii pokrywa 16.401,04 km² - jest to drugi co do wielkości kraj związkowy Austrii. Liczba ludności wynosi 1 265 198 (1 stycznia 2023). Rozwinięty przemysł drzewny oraz papierniczy.

## Podział administracyjny

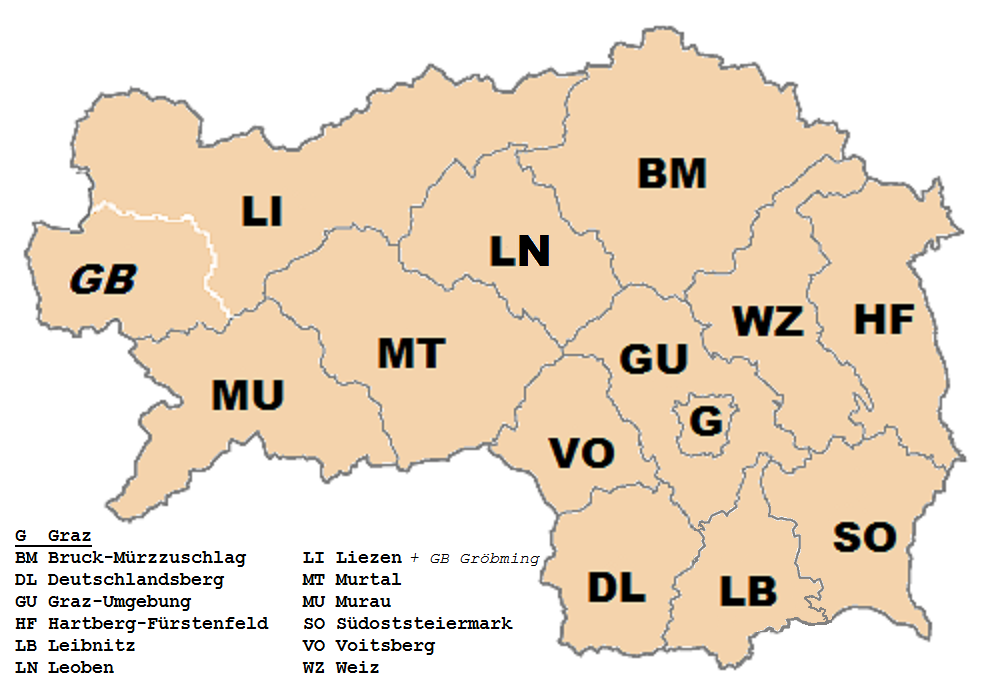
Podział administracyjny Styrii

Styria składa się z jednego miasta statutarnego (Statutarstadt), dwunastu powiatów (Bezirk) oraz jednej ekspozytury politycznej (Politische Expositur). W skład powiatów wchodzi 286 gmin, w tym 35 gmin miejskich (Stadt) oraz 122 gminy targowe (Marktgemeinde)
- Miasta statutarne:
  - Graz – 127,57 km², 298 479 mieszkańców,
- Powiaty:
  - Powiat Bruck-Mürzzuschlag – siedziba: Bruck an der Mur, 2156,93 km², 98 534 mieszkańców, 19 gmin,
  - Powiat Deutschlandsberg – siedziba: Deutschlandsberg, 863,47 km², 61 121 mieszkańców, 15 gmin
  - Powiat Graz-Umgebung – siedziba: Graz, 1084,55 km², 162 408 mieszkańców, 36 gmin
  - Powiat Hartberg-Fürstenfeld – siedziba: Hartberg, 1224,28 km², 91 215 mieszkańców, 36 gmin
  - Powiat Leibnitz – siedziba: Leibnitz, 749,97 km², 86 991 mieszkańców, 29 gmin
  - Powiat Leoben – siedziba: Leoben, 1053,49 km², 59 944 mieszkańców, 16 gmin
  - Powiat Liezen – siedziba: Liezen, 3318,72 km², 79 837 mieszkańców, 29 gmin
  - Powiat Murau – siedziba: Murau, 1385,48 km², 27 314 mieszkańców, 14 gmin
  - Powiat Murtal – siedziba: Judenburg, 1675,81 km², 71 657 mieszkańców, 20 gmin
  - Powiat Südoststeiermark – siedziba: Feldbach, 982,96 km², 84 092 mieszkańców, 25 gmin
  - Powiat Voitsberg – siedziba: Voitsberg, 678,18 km², 51 239 mieszkańców, 15 gmin
  - Powiat Weiz – siedziba: Weiz, 1097,94 km², 92 373 mieszkańców, 31 gmin
- Ekspozytura polityczna:
  - Ekspozytura polityczna Gröbming, 954,85 km², 22 820 mieszkańców, 9 gmin

## Geografia
Styria nazywana jest często „zielonym sercem Austrii”, ponieważ około 60% jej powierzchni stanowią lasy. Region charakteryzuje się różnorodnymi krajobrazami, począwszy od wysokich gór na północy, przez porośnięte winoroślami zbocza na południu – zwane „styryjską Toskanią” – aż po rozległe doliny rzeczne w całym regionie. Najważniejszą rzeką przepływającą przez stan jest Mura (długość w Styrii 298 km), która przepływa również przez Graz. Inne godne uwagi rzeki to Aniza, Feistritz i Raba. Największe jezioro Grundlsee (5 km²) znajduje się w paśmie górskim Totes Gebirge. Najwyższym szczytem jest Hoher Dachstein o wysokości 2995 m n.p.m..
Źródła termalne są jedną z głównych atrakcji turystycznych Styrii, z której można korzystać przez cały rok. Region słynie jako miejsce wypoczynku i obszar winiarski. Szacuje się, że około 10% win jest eksportowana, w tym do Stanów Zjednoczonych. 

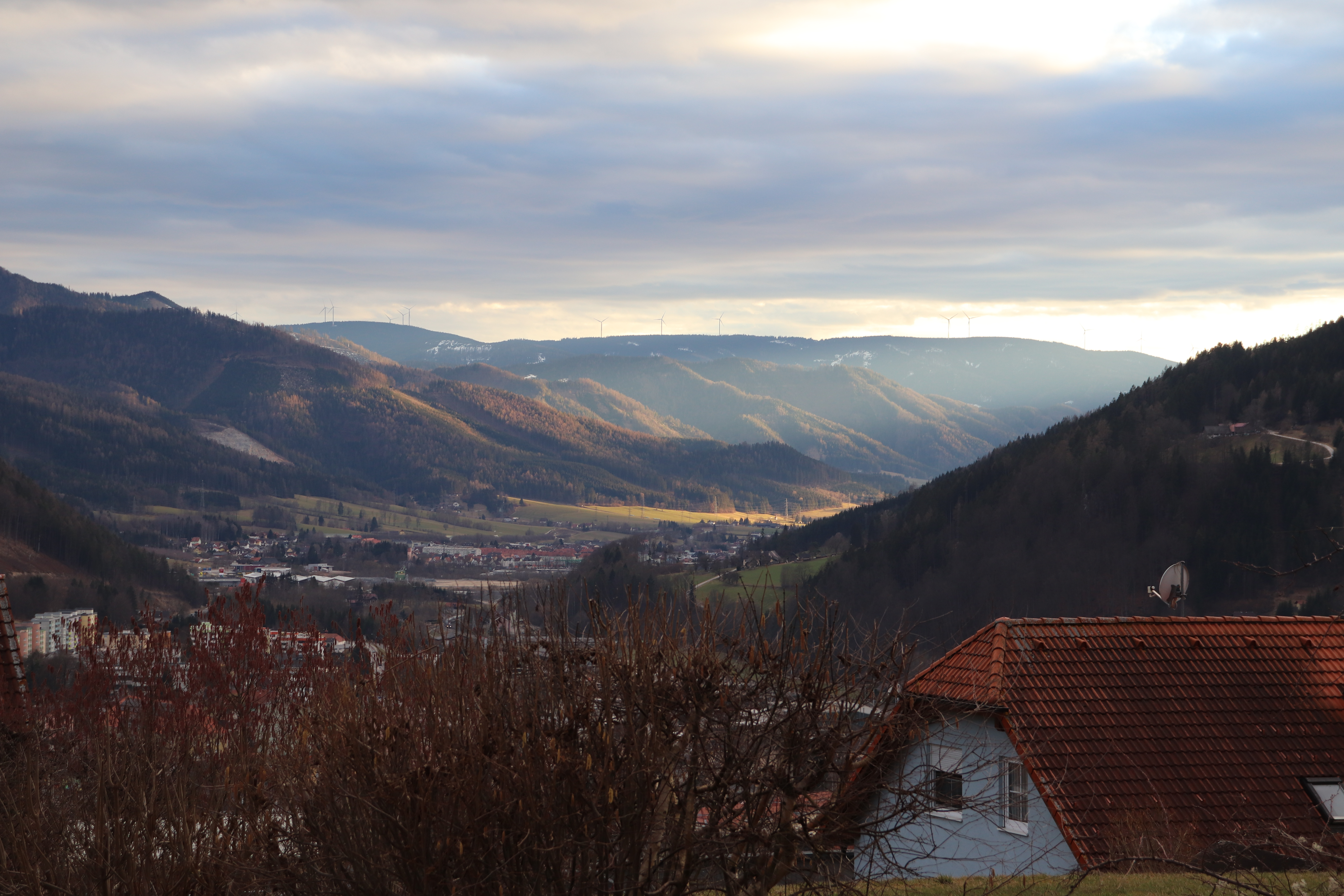
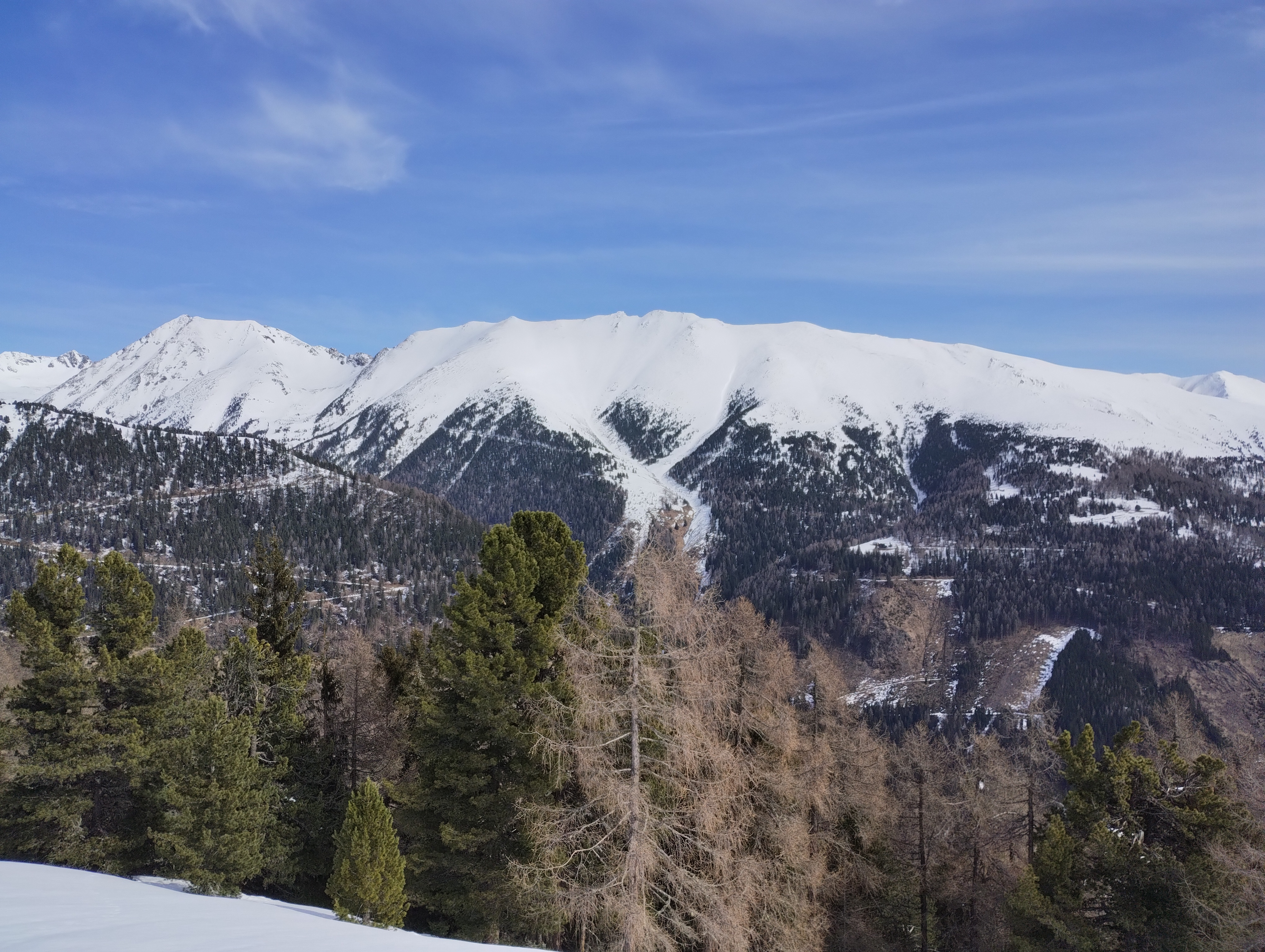
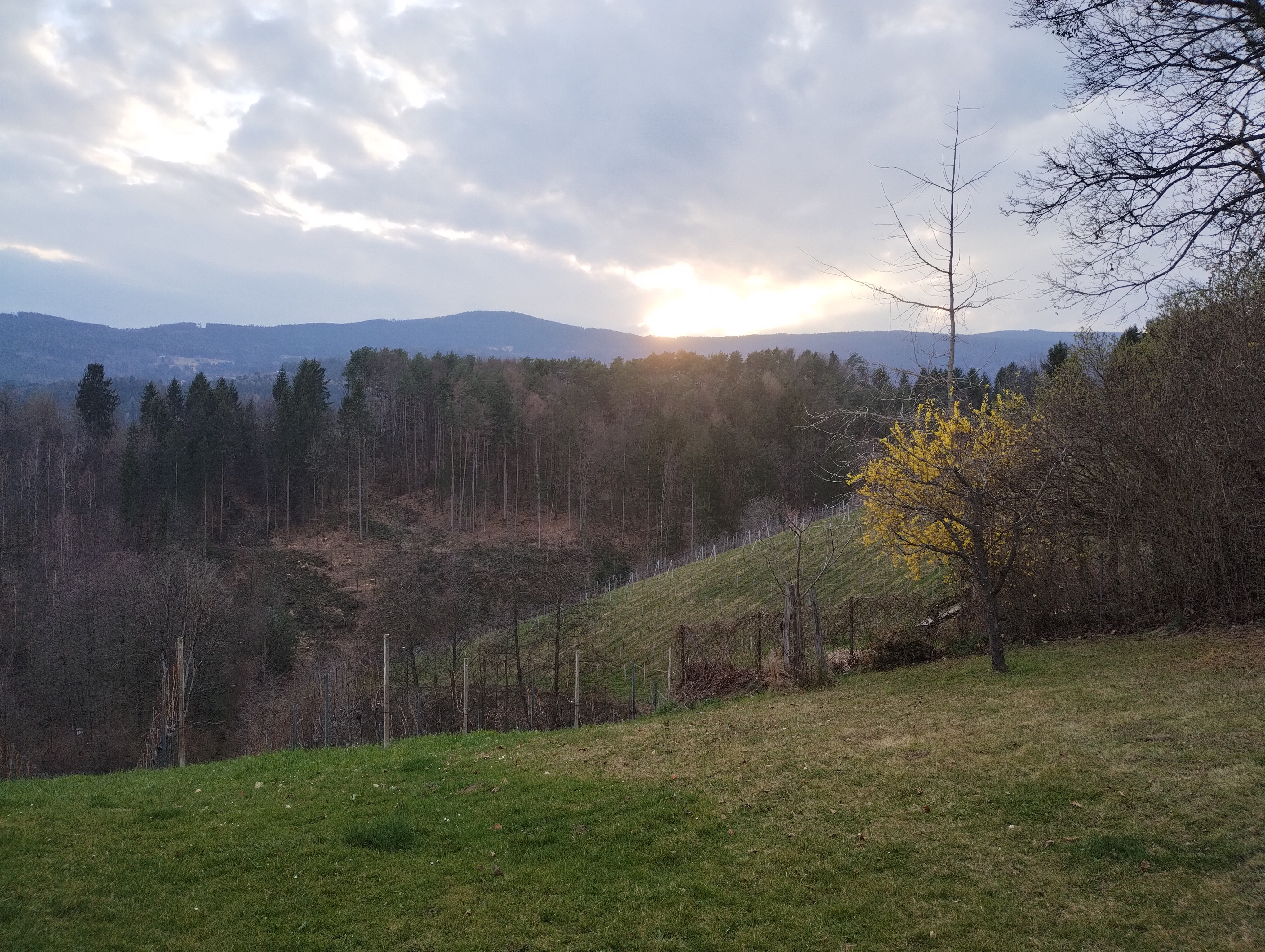
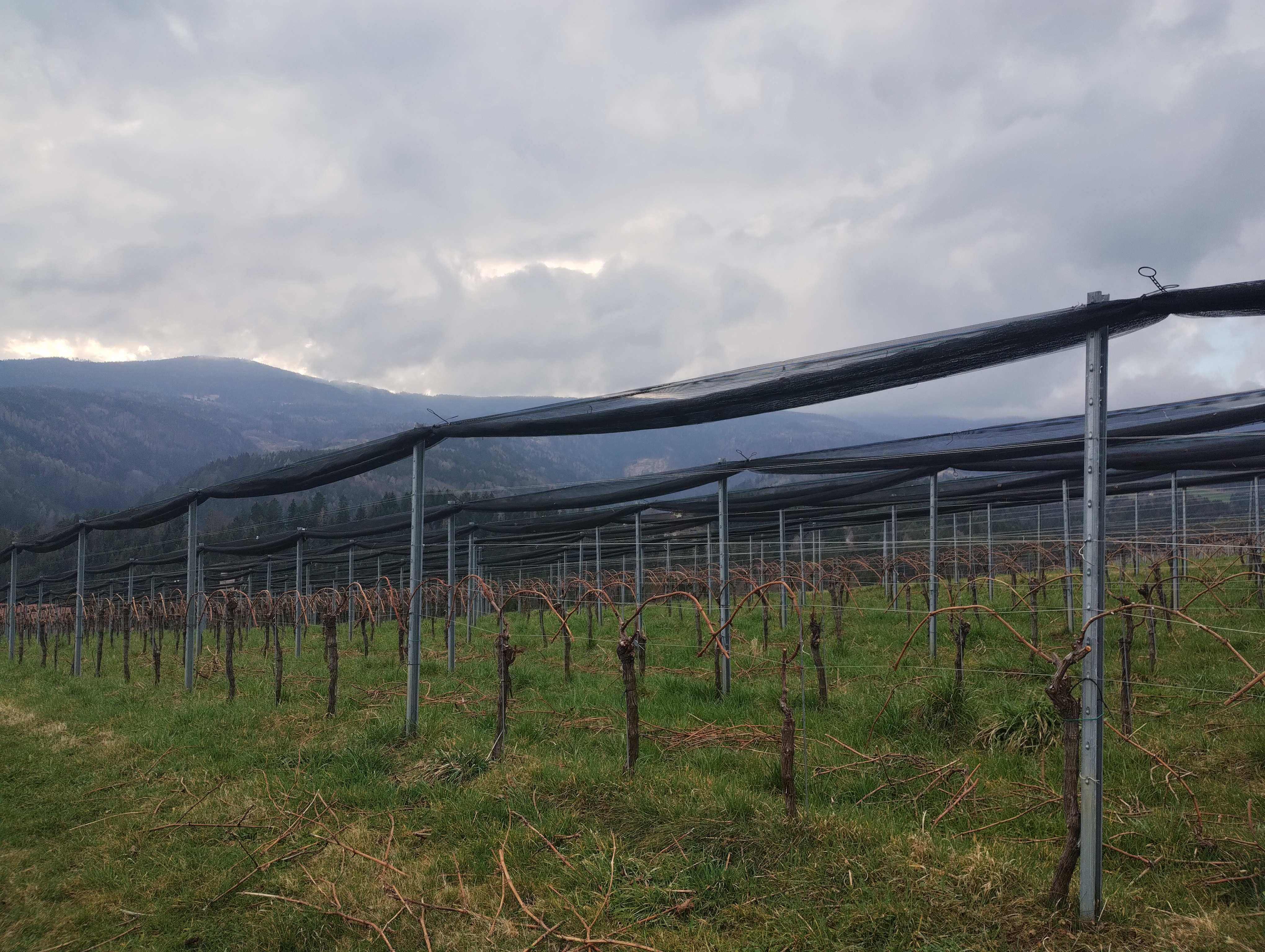
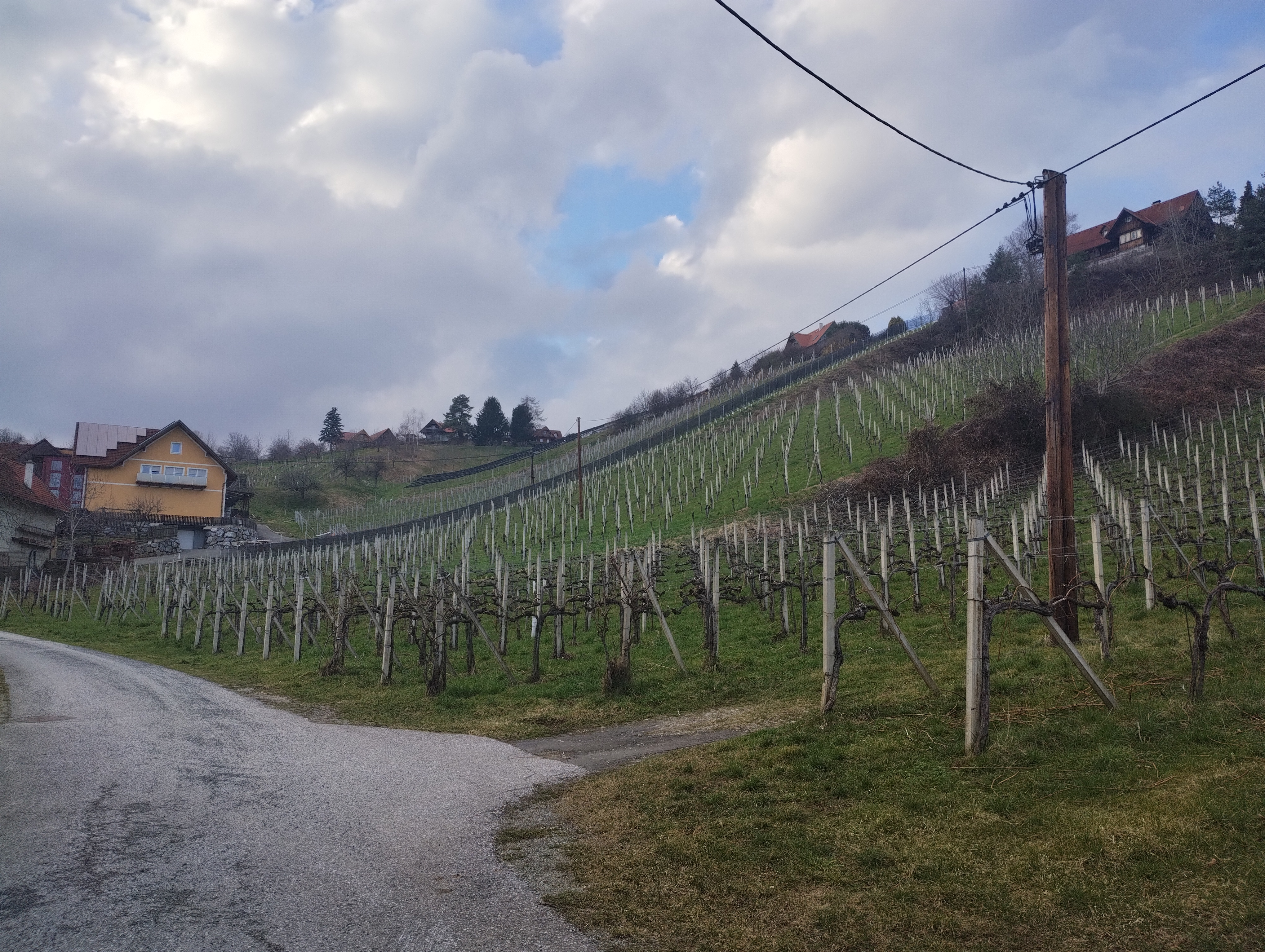
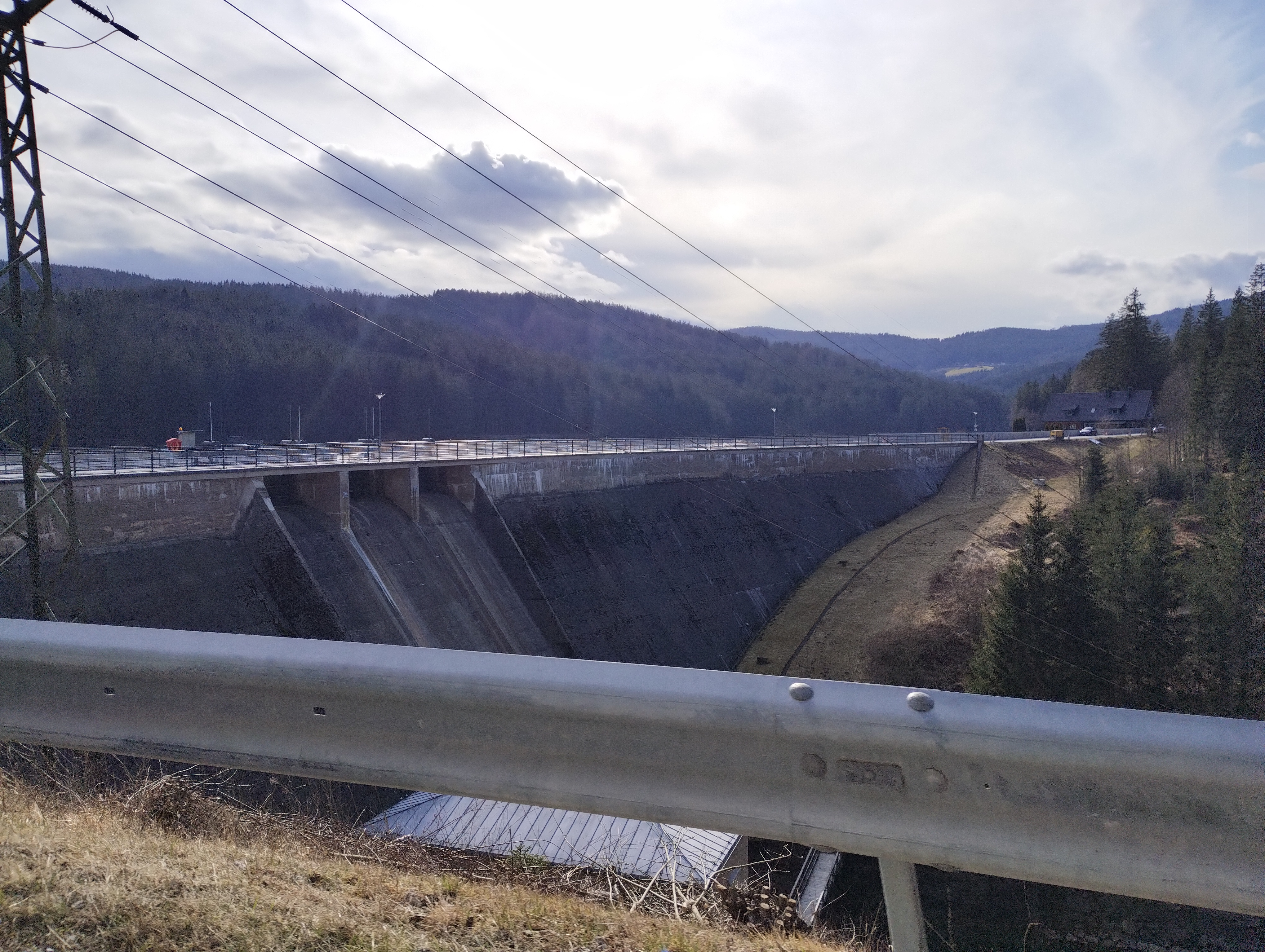